# 驚爆危城
《驚爆危城》（英語：Broken City）是一部2013年美國驚悚片，由艾倫·休斯執導，布萊恩·塔克擔任編劇。故事敘述馬克·華柏格主演的退役警察轉為私家偵探，並接受羅素·克洛主演的紐約市長請求，調查他的妻子外遇。
這是休斯的首部執導作，在之前的作品中與雙胞胎弟弟艾伯特合作。在Emmett/Furla Films 和攝政娛樂的夥伴關係下，休斯於2011年紐約和路易斯安那州開始製作。
電影於2013年1月18日影院上映，並收到影評褒貶不一的評價。在3500萬美元的製作預算中獲得1900萬美元的票房收入，未能收回成本。

## 劇情
紐約市警局警察比利·塔格因槍殺了米奇·塔瓦瑞茲被捕，據信死者姦殺16歲的葉珊巴瑞卻技術性脫罪。警察局長卡爾·費班克帶著證人和控罪證據與紐約市長尼可拉斯·哈斯勒見面，但哈斯勒埋葬了證據。法官最終判決塔格自衛槍殺了塔瓦瑞茲，市長雖將塔格稱為英雄，但仍然迫使他離開警察局。
7年後，塔格與女友娜塔莉·巴羅共同生活。當市長哈斯勒聘請塔格調查妻子凱薩琳·哈斯勒的外遇時，他的私人偵探業務瀕臨破產。透過助理凱蒂柏莎的幫助，塔格得知凱薩琳正與保羅·安德魯偷偷見面，他是即將到來的市長選戰對手傑克·瓦利恩的競選辦公室經理。
在哈斯勒競選的募款晚會中，凱薩琳向塔格透露，她知道被跟蹤的事情並提醒他不要相信市長先生。稍後，塔格向市長哈斯勒提供了凱薩琳與安德魯見面的照片。
在一場電影的首映派對上，巴羅說出她的真名是娜塔莉·巴羅，而葉珊·巴瑞是她的姐姐。之後的放映會過後，塔格對娜塔莉的性愛畫面感到震驚並強烈反對，他以為只是簡單的愛情戲，卻發現電影類似於色情片。塔格瘋狂喝酒。他甚至與娜塔莉爭論電影的畫面，以及對她工作期間週遭人的不滿，導致關係走向分手。
塔格在城市的馬路喝醉並與陌生人爭吵之後，他接到了凱蒂的電話，趕到了謀殺案現場，得知競選經理安德魯遭槍殺致死。
塔格告訴費班克，他只是受到市長的雇用調查他的太太。兩人發現市長候選人瓦利恩在安德魯的公寓裡。瓦利恩透露，安德魯計畫與陶德·蘭開斯特見面， 也是哈斯勒的富有贊助者山姆·蘭開斯特的兒子。
憤怒的凱薩琳對塔格說，安德魯是她最親密的朋友，不是愛人。他承諾將調查波頓村標售案。這筆交易將使山姆·蘭開斯特與市長自肥。哈斯勒想要掌握凱薩琳的消息來源，因而操縱塔格去追查她。
塔格決定調查市長背後的貪腐。他前往蘭開斯特建設公司，發現工人們正在銷毀大量文件。偷走一批的文件以後，他發現波頓村已被出售，用來改建成高層的辦公樓，而不是新的住宅開發案。數百名貧困的居民將無家可歸，而哈斯勒和蘭開斯特將大賺一筆。離開蘭開斯特以後，塔格遇到飛車追逐，哈斯勒的共犯將他撞到路邊並拿回文件。
塔格見到山姆的兒子陶德·蘭開斯特。他說，在安德魯被殺的那晚，原本想給安德魯一份拆遷合約的拷貝文件，做為對哈斯勒不利的證據。他把文件交給了塔格。塔格面對毫無懼色的市長哈斯勒，因為多年前市長要求保留了一部顯示塔格冷血槍殺塔瓦瑞茲的影像。塔格將市長承認波頓標售案的對話錄音。
因為謀殺沒有追訴時效，塔格將面臨訴訟的刑期。為了向大眾公開，雖然危害自身的自由，塔格將錄音交給局長費班克。當哈斯勒在家慶祝一場成功的辯論時，費班克前來逮捕他。費班克這才告訴市長，其實與凱薩琳偷情的是他。電影的最後一幕，塔格在一家酒吧與費班克見面，他們為贏得大選的瓦利恩乾杯。兩人離開酒吧之前，凱蒂向塔格道別。

## 演員
- 馬克·華柏格 飾 比利·塔格
- 羅素·克洛 飾 尼可拉斯·哈斯勒
- 凱薩琳·麗塔-瓊絲 飾 凱薩琳·哈斯勒
- 傑佛瑞·懷特 飾 卡爾·費班克
- 巴里·佩珀 飾 傑克·瓦利恩
- 阿羅娜·塔爾（英语：Alona Tal） 飾 凱蒂·布拉德肖
- 娜塔莉·瑪汀納絲 飾 娜塔莉·巴羅
- 凱爾·錢德勒 飾 保羅·安德魯
- 詹姆士·蘭森 飾 陶德·蘭開斯特
- 葛芬·唐納（英语：Griffin Dunne） 飾 山姆·蘭開斯特

## 製作
驚爆危城由休斯·艾倫執導，布萊恩·塔克擔任編劇。2008年5月，Mandate Pictures 收購塔克的待售劇本，準備雇用導演和演員在該年晚些時候拍攝。接續的7月，Mandate 和 Mr. Mudd 達成協議，每年共同製作一部電影。這些公司的目標是在2008年底之前陸續雇用演員和工作人員。製作沒有按計畫開始，項目處於發展不完全的狀態，並成為2008年在電影業的劇本黑名單中，「最好的且儘管未經製作的劇本」。
2011年6月，Emmett/Furla Films 以6000萬美元的預算開始製作《驚爆危城》。艾倫·休斯被接洽為導演。10月，攝政娛樂加入項目與 Emmett/Furla Films 共同融資。綜藝雜誌報導，米爾坎想朝更不安的情節製作，就像之前1990年代的《烈火悍將》和《鐵面特警隊》。這也是休斯首部沒有雙胞胎弟弟艾伯特共同執導的作品。
製作預算為3,500萬美元。拍攝於2011年11月在紐約市開始，也在新奧爾良的卡羅爾頓社區和路易斯安那的其他地方展開。

## 發行
2013年1月18日，《驚爆危城》在美國和加拿大2620座電影院上映。該部電影與同期的《母侵》和《重擊防線》，以及《派特的幸福劇本》的擴大院線版競爭。《洛杉磯時報》稱，這部電影讓年長觀眾群最感興趣 。
《驚爆危城》上映之前，據《綜藝雜誌》的報導，估計電影票房將在首映週末升高至中低位。週五至週六的票房收入為830萬美元，排名第五。直到週一假期（馬丁·路德·金紀念日）達950萬美元。《驚爆危城》在美國和加拿大的票房收入為 $19,701,164 美元。

## 評價
這部電影收到影評家的負面評論。在爛番茄中，電影得到28%的新鮮度和146則評論，平均分為4.7/10。网站的短评写道：「樸實平凡對破碎城市的簡單描繪，公式化的劇本給所有人帶來微薄的獎勵，但至少達到了黑色戲劇愛好者的要求。」評分網站 Metacritic 根據38位評論家的觀點給電影49/100分，呈現混合且一般的評論。
艾米莉·赫爾威格在《好萊塢報導》撰文，批評電影欠缺震撼：「儘管一些人讚揚演員才華和其他人享受電影攝影，一些評論家補充，布萊恩·塔克的劇本可能是問題所在，原本該是一個更好的故事，反倒淪為過時之作」。《芝加哥論壇報》的邁克爾·菲利普讚揚賓·賽雷辛的電影攝影，將其形容為「秋天的光芒」，但批評劇本「巧合和不合情理」，使得有能力的演員表現得令人失望。理查德·羅柏給了電影3顆星，並批評了劇本：「相當垃圾，時而愚蠢，從來沒有在一個片刻，或一個層面上感到一絲的欣悅。」

## 外部連結
- 官方网站
- 互联网电影数据库（IMDb）上《驚爆危城》的资料（英文）